# (5402) Kejosmith
(5402) Kejosmith es un asteroide perteneciente al cinturón de asteroides, descubierto el 27 de octubre de 1989 por Eleanor F. Helin desde el Observatorio del Monte Palomar, Estados Unidos.

## Designación y nombre
Designado provisionalmente como 1989 UK2. Fue nombrado Kejosmith en honor a Keith C. Smith y Joan Furlong de University College de Londres, por el motivo de su boda. Keith es espectroscopista estelar especializado en analizar la abundancia de espectros ultravioleta y óptico de estrellas HgMn y en efectos no LTE en estrellas OB de reconocimiento mundial entre sus colegas. Joan es espectroscopista de laboratorio y recientemente se mudó de UCL a la división de metrología del National Physical Laboratory de los Estados Unidos.

## Características orbitales
Kejosmith está situado a una distancia media del Sol de 2,046 ua, pudiendo alejarse hasta 2,326 ua y acercarse hasta 1,766 ua. Su excentricidad es 0,136 y la inclinación orbital 16,70 grados. Emplea 1069,32 días en completar una órbita alrededor del Sol.

## Características físicas
La magnitud absoluta de Kejosmith es 13,6. Tiene 4,191 km de diámetro y su albedo se estima en 0,4. 